# 孫寒華
孫 寒華（そん かんか、生没年不詳）は、中国三国時代の呉の女道士。揚州呉郡富春県の人。祖父は孫権の従兄の孫賁。父は孫奚。『三国志』には記述は無い。

## 生涯
孫寒華がまだうら若い頃に、立信校尉杜契と恋仲になり、杜契の弟子の陳世京の策謀により2人は駆け落ちして建安に逃げ延び、そこで杜契の親戚の昭武県令張毅に匿われた。事件が落ち着いた頃、2人は大茅山に隱居した。
杜契が介琰に仙術を学び極めると、孫寒華は陳世京とともに杜契の弟子として、杜契に師事して道術を学習した。孫寒華は「玄白法」という術を学んだおかげで、いつまでも少女のような顔立ちだったという。「玄白法」は房事を禁忌とされている為、孫寒華が「玄白法」を学んでからは、孫寒華は杜契と2人きりでいる時も、房事を行う事がなくなった。
孫寒華ら子弟は、時には柴を切り山を下りて村里で衣服や食糧と交易することもあるが、人々は全く気づかないという。孫寒華は呉の諸山を遍歴して十数年後に華姥山から空に昇って仙人になったという。
孫寒華・張姜子（張済の妹）・李恵姑（夏侯玄の妻）・施淑女（朱績の娘）・鄭天生（鄧芝の母）の5人はみな善行を成し、当時有名な女道士であったという。

## 玄白法
泥丸の中の黒気、心臓の中の白気、臍の中の黄気を体の内外にめぐらせる術を朝から正午まで行なう。白を知って黒を守り、黒を知って白を守ることで不老長生と万邪消滅をなしとげる。禁忌は 六畜の肉と五辛の野菜。また寝所も禁忌であり、家族とは寝所を別にし、房事も行なってはならない。